# Geschiedenis van Nieuw-Zeeland

Wapen van Nieuw-Zeeland

Dit artikel geeft een beknopt overzicht van de geschiedenis van Nieuw-Zeeland.

## Vroegste bewoners
De vroegste bewoners van Nieuw-Zeeland waren de Maori's, maar de vroegste geschiedenis van Nieuw-Zeeland is vrij onzeker.
Circa 26.500 jaar geleden vond een van de grootste vulkaanuitbarstingen uit de geschiedenis plaats op het Noordereiland. Deze 'Oruanui-uitbarsting' (met wereldwijde gevolgen) leidde tot de vorming van een krater op het Noordereiland die tegenwoordig bekendstaat als het Taupomeer. Tijdens een latere eruptie in 181 die tot in China en Rome de lucht kleurde, is het meer tot zijn huidige grootte uitgegroeid.
Volgens enkele Maori-mythes zou omstreeks 925 een Polynesische zeevaarder met de naam Kupe Nieuw-Zeeland ontdekt hebben. Hij zou vervolgens het land Aotearoa genoemd hebben, wat vrij vertaald in het Nederlands “het land van witte wolken” betekent. Hij bleef er echter niet, maar keerde na een korte exploratie van de eilanden terug naar zijn thuis, Hawaiki, een eiland in Oost-Polynesië. Er zijn echter nooit bewijzen gevonden die deze mythe bevestigen.
Omstreeks 1250-1300 na Christus kwamen de Maori's aan op Nieuw-Zeeland. Zij kwamen uit Oost-Polynesië (meer specifiek vanaf de Genootschapseilanden, de zuidelijke eilanden van de Cookeilanden en de Australeilanden van Frans-Polynesië) en waren de voorouders van de huidige Maori.

## Europese ontdekkers van Nieuw-Zeeland en naamsafkomst
De Groninger Abel Tasman kreeg in 1642 van gouverneur-generaal Anthony van Diemen en de Raad van Indië de opdracht om het grote Zuidland (ook wel Terra incognita australis genoemd) te gaan onderzoeken. Daarom vertrokken er in datzelfde jaar twee schepen, namelijk de Heemskerck en de Zeehaen vanuit Batavia in Nederlands-Indië (tegenwoordig bekend als Indonesië) naar Mauritius om goederen af te leveren en om proviand in te slaan. Uiteindelijk koerste Tasman op 8 oktober 1642 richting het huidige Australië. Tijdens deze reis arriveerde hij eerst echter op een onbekend land. Hij noemde het Diemensland. Diemensland staat tegenwoordig bekend onder de naam Tasmanië (een eiland ten zuiden van Australië). Het vasteland van Australië kreeg hij niet te zien.
Op 13 december 1642 zag Tasman dan als eerste Europeaan ooit het Zuidereiland van Nieuw-Zeeland. Vandaar zette hij zijn reis verder naar het noorden en op 19 december werd hij aangevallen door een groep Maori’s. Zij doodden enkele van zijn manschappen. Het nieuw ontdekte land werd door Tasman eerst Statenland genoemd. Later wijzigde men dit in Nieuw-Zeeland. Het land werd genoemd naar de Nederlandse provincie Zeeland. Tasman zeilde verder naar het noorden langs de westkust van het Noordereiland, er werden ook nog enkele kleine eilandjes ontdekt en daarna werd er terug koers gezet naar Batavia, waar Tasman op 15 juni 1643 aankwam. De VOC was eigenlijk teleurgesteld in de resultaten van Tasman. Hijzelf wist ook te zeggen dat de lokale bevolking heel vijandig was en dat handeldrijven er dus nog niet in zat.
Iets meer dan honderd jaar later maakte de Britse ontdekkingsreiziger James Cook tussen 1769 en 1774 twee reizen rond de wereld. Hij ontdekte op 7 oktober 1769 de oostkust van het Noordereiland met zijn schip de Endeavour. Hij ontdekte eveneens de doorgang tussen het Noordereiland en het Zuidereiland en had goed contact met de lokale bevolking.
De Nederlanders en de Britten hadden aanvankelijk echter weinig interesse in Nieuw-Zeeland en richtten zich vooral op hun eigen kroonkoloniën, te weten Nederlands-Indië en Brits-Indië.

## Britse kolonie en dominion
De eerste walvisvaarders bereikten Nieuw-Zeeland aan het begin van de 19e eeuw. Zij kwamen vooral van Tasmanië en Australië en vestigden zich in de Bay of Islands (het noorden van het Noordereiland). Het Verenigd Koninkrijk stuurde ook zendelingen naar dit gebied. De Fransen trachtten echter om Nieuw-Zeeland in te lijven. Als reactie daarop sloten de Britten met de Maori’s in februari 1840 het Verdrag van Waitangi. Daarmee werd Nieuw-Zeeland een Britse kolonie. In dit verdrag erkenden de Maori’s de soevereiniteit van het Verenigd Koninkrijk, kregen de Maori’s dezelfde rechten als de Britten en stemden in met de Britse grondclaim op Nieuw-Zeeland. Dit laatste leidde tot vele interpretatieverschillen en uiteindelijk ontstonden er bloedige conflicten zoals de Taranaki-oorlog (Eerste Maori-oorlog). Hierbij werd de Britse nederzetting Taranaki in brand gestoken en verwoest. Een leger van duizenden Britse militairen nam hierop echter wraak in een strijd die vijf jaar duurde.
Omwille van deze conflicten werd in 1840 de New Zealand Company opgericht door Edward Gibbon Wakefield. Wakefield was een Engelse schrijver, met wortels in de evangelicale beweging. Hij veroordeelde zowel de slavernij als het systeem van contractarbeid, een systeem van onvrije arbeid dat Europese landen gebruikten in hun koloniën. Hij vond dat Nieuw-Zeeland een modelsamenleving moest worden gebaseerd op idealen van na de Verlichting, zoals een eerlijke verhouding tussen baas en arbeider. Zijn migratieprogramma's waren van een veel kleinere omvang dan Wakefield zelf hoopte, maar waren wel van blijvende invloed op de Nieuw-Zeelandse samenleving.
Vanaf de jaren dertig van de 19e eeuw groeide de migratie vanuit Groot-Brittannië wel snel. In 1831 woonden er in de nieuwe kolonie nog maar duizend Britten, vijftig jaar later in 1881 ging het om half miljoen, waarvan driehonderdduizend zich definitief vestigden in Nieuw-Zeeland. In eerste instantie kochten de migranten land van de Maori, wat hun veel geld opleverde. De regering van Nieuw-Zeeland kocht praktisch al het bruikbare land op en verkocht het door aan de New Zealand Company die het op haar beurt weer aan de nieuwe immigranten doorverkocht. Met dat geld werd vervolgens de overtocht van nieuwe immigranten worden bekostigd. Zo was binnen enkele maanden alle grond verkocht. Toen de eerste kolonisten aankwamen, bleek er echter meer grond verkocht te zijn dan er werkelijk voorhanden was. De Britse regering sprong in de bres en ging op grote schaal land kopen waardoor de kolonisatie alsnog voltooid werd en de New Zealand Company kon worden opgeheven. Rond deze tijd werd ook de huidige hoofdstad Wellington gesticht.
George Grey werd in 1845 naar Nieuw-Zeeland gestuurd. Hij werd aangesteld als gouverneur en had de taak om de orde te herstellen. Hij trad met harde hand op, maar wist toch op eerlijke wijze het vertrouwen van de Maori’s terug te winnen. In 1856 kreeg Nieuw-Zeeland voor het eerst meer autonomie. De Maori’s voelden zich in deze tijd door de massale immigratie die leidde tot een forse toename van de blanke bevolking in het nauw gebracht. De blanke bevolking begon hierop schrik te krijgen van de Maori’s voor aanvallen. Het gevolg was de Tweede Maori-oorlog die van 1860 tot 1870 duurde. Het waren een reeks bloedige taferelen die hoofdzakelijk tot het Noordereiland beperkt bleven.
De Maori’s trachtten tot een onderlinge eenheid te komen onder een koning maar slaagden daar niet in. Hun Hau-Haubeweging die in 1865 opgericht werd, was gebaseerd op een mengsel van eigen geloof en Bijbels geloof en richtte zich tegen het christendom en vreemde overheersing. Uiteindelijk verloren de Maori’s toch hun land door gedwongen verkoop of confiscatie. In 1865 werd Wellington uitgeroepen tot nieuwe hoofdstad (voorheen kwam deze eer aan Auckland toe).
In de tweede helft van de 19e eeuw verschoof het economisch zwaartepunt van het Noordereiland naar het Zuidereiland, waar minder Maori's woonden waardoor het rustig bleef.In 1861 was er ook een enorme toevloed van kolonisten gevolgd dankzij de ontdekking van goud in Otago. Een voorstel om het Zuidereiland onafhankelijk te maken haalde het in 1865 niet. In het parlement werd het plan met 17 tegen 31 stemmen weggestemd.
De periode tussen 1870 en 1890 werd gekenmerkt door een diepe recessie. In 1882 werden voor het eerst koelkamers via schepen naar Nieuw-Zeeland gebracht. Dit betekende voor het land een nieuwe bron van inkomsten, namelijk het fokken en slachten van schapen. In 1881 werden maatregelen genomen tegen massale immigratie van Chinese arbeidskrachten. In 1887 werden de Kermadeceilanden geannexeerd en in 1900 de Cookeilanden, Niue en Suwarrow. In 1889 werd het mannenkiesrecht ingevoerd en in 1890 kwamen voor het eerst liberale en arbeiderspartijen aan het bewind. Door de voor die tijd unieke sociale wetgeving, staatssocialisme en economische planning werden in de volgende 20 jaar enorme vorderingen gemaakt. De landbouw werd geïntensiveerd, het kleingrondbezit werd begunstigd, in 1893 kregen vrouwen kiesrecht (Nieuw-Zeeland was hiermee het eerste land ter wereld met vrouwenkiesrecht).
In het laatste decennium van de 19e eeuw leek het er aanvankelijk op dat Nieuw-Zeeland zich wilde voegen bij de nieuw te vormen federatie van Australische staten, oftewel Australië. In 1891 werd er een conferentie met de zes andere Australische staten daarover bijgewoond. Het enthousiasme nam echter af in de jaren daarna. In plaats wilde de Nieuw-Zeelandse regering dat haar status werd veranderd van kolonie naar dominion. Als dominion viel een land nog steeds onder de kroon, maar had wel zelfbestuur. Uiteindelijk werd Nieuw-Zeeland in 1907 een dominion.
Tijdens de wereldoorlogen vormden de Nieuw-Zeelandse soldaten samen met de Australische soldaten het ANZAC (Australia, New Zealand Army Corps) dat in Europa, Afrika en Azië vocht tegen de Duitsers en de Japanners. In 1919 werd West-Samoa mandaatgebied van Nieuw-Zeeland. In 1930 werd Nieuw-Zeeland zwaar getroffen door de wereldcrisis en de regering ging over tot drastische bezuiniging en loonsverlaging. Daarnaast werd ook de uitgebreide sociale wetgeving buiten werking gesteld. De Labour Party kwam daarop in de oppositie terecht maar won in november 1935 opnieuw de verkiezingen. Hierdoor werd het bankwezen genationaliseerd, er werd een minimumloon ingevoerd en de spoorwegen werden genationaliseerd. In deze tijd gingen veel boeren over van schapenteelt op runderhouderij.

## Onafhankelijkheid van Nieuw-Zeeland
In 1947 werd Nieuw-Zeeland voor het eerst onafhankelijk, autonoom lid van het Britse Gemenebest. Twee jaar later kwamen dan de conservatieven onder S. Holland weer aan het bewind, maar de politieke en sociale structuur onderging geen sterke veranderingen meer. In 1951 werd het Hogerhuis opgeheven. Tijdens de jaren 50 kende de Nieuw-Zeelandse landbouweconomie een enorme bloeiperiode en Nieuw-Zeeland werd enkele jaren het welvarendste land ter wereld. De inkomens waren dan ook een van de hoogste ter wereld. Men dacht er echter niet aan om in tijden van grote welvaart te gaan industrialiseren, waardoor Nieuw-Zeeland voor export nog steeds sterk afhankelijk was van het Verenigd Koninkrijk.
In 1957 kon Labour weer een regering vormen die onder leiding stond van Nash. In 1962 werd het Nieuw-Zeelandse mandaatgebied West-Samoa onafhankelijk. In 1964 steunde de toenmalige regering, onder leiding van de conservatieven, Maleisië in zijn conflict met Indonesië. Nieuw-Zeeland verleende ook steun aan de Amerikanen in hun Vietnampolitiek, en als gevolg hiervan verkreeg Nieuw-Zeeland hechte banden met de Verenigde Staten.
In de jaren 70 speelden de conservatieven hun meerderheid kwijt aan de Labour Party. De nieuwe premier David Lange kondigde toen een aanlegverbod aan voor door kernenergie aangedreven oorlogsschepen in Nieuw-Zeelandse havens. Dit leidde dan weer tot spanningen met de Verenigde Staten en Australië. Toen het Verenigd Koninkrijk in 1973 lid werd van de EEG, zorgde dat voor een economische ramp in Nieuw-Zeeland. Agrarische producten werden vanaf nu voornamelijk uit EEG-landen gekocht door het Verenigd Koninkrijk. Nieuw-Zeeland moest hierdoor geld lenen waardoor de buitenlandse schuld opliep met een enorme inflatie als gevolg. In 1975 won de National Party opnieuw de verkiezingen onder leiding van Muldoon. Zij bleven aan het bewind tot 1984. Muldoon verloor echter de verkiezingen van 1984 na een conflict over vakbonden. In 1985 werd het schip de “Rainbow Warrior” door de Franse geheime dienst in Auckland tot zinken gebracht.